# والدرن (واشینگتن)
والدرن (به انگلیسی: Waldron) یک منطقهٔ مسکونی در ایالات متحده آمریکا است که در شهرستان سن خوان، واشینگتن واقع شده‌است. والدرن ۱۱٫۹ کیلومتر مربع مساحت و ۱۰۴ نفر جمعیت دارد.